# دانيال سميثورست
دانيال سميثورست (بالإنجليزية: Daniel Smethurst)‏ مواليد 13 أكتوبر 1990 في مانشستر، هو لاعب كرة مضرب بريطاني بدأ مسيرته كمحترف سنة 2011 يلعب باليد اليمنى ويحتل حالياً المرتبة رقم. 508 (21 مارس 2016) في تصنيف رابطة محترفي كرة المضرب. أعلى تصنيف له في الفردي كان المركز الـ 234 في سنة 2014. أعلى تصنيف له في الزوجي كان المركز الـ 159 في سنة 2014.

## روابط خارجية
- دانيال سميثورست على موقع رابطة محترفي التنس (الإنجليزية)
- دانيال سميثورست على موقع الاتحاد الدولي لكرة المضرب (الإنجليزية)
- دانيال سميثورست على موقع خلاصة التنس.كوم (الإنجليزية)
- دانيال سميثورست على موقع إي إس بي إن.كوم (الإنجليزية)